# 下館車站
下館車站（日语：／ Shimodate eki */?）是一位於日本茨城縣筑西市乙，由東日本旅客鐵道（JR東日本）、真岡鐵道、關東鐵道與日本貨物鐵道（JR貨物）所共用的鐵路車站。下館車站是JR東日本所屬的幹線路線、水戶線，真岡鐵道唯一的一條路線、真岡線，與關東鐵道所屬的常總線之交會車站，也是常總線與真岡線的起訖端點。其中，靠近車站北口的站區主要由JR東日本所使用，而靠南口的部分則是關東鐵道所有，至於真岡鐵道，則只有在主要列車發車或到站時，才會在月台上配置站員。
下館車站內雖然也設有JR貨物所屬的貨運車站，但自1997年之後，就沒有再開辦固定的貨運列車班次。除此之外，由於關東鐵道常總線也具有甲種運輸（汽車載運）的作用，因此該線仍擁有貨運路線所特有的編號。
車站北口廣場於1991年改建翻新後設有雕塑家佐藤忠良的銅像作品「Jeans」（ジーンズ）。

## 車站結構
島式月台2面4線、側式月台1面1線、側式月台西側另有一切欠式月台1線，合計3面6線的地面車站。

### 月台配置
| 月台 | 公司           | 路線    | 方向     | 目的地                       |
| ---- | -------------- | ------- | -------- | ---------------------------- |
| 1    | 真岡鐵道       | ■真岡線 |          | 真岡、益子、茂木方向         |
| 2    | 東日本旅客鐵道 | ■水戶線 | （下行） | 笠間、友部、水戶方向         |
| 2    | 東日本旅客鐵道 | ■水戶線 | （上行） | 結城、小山方向（1日2班）     |
| 3、4 | 東日本旅客鐵道 | ■水戶線 | （上行） | 結城、小山方向               |
| 5、6 | 關東鐵道       | ■常總線 |          | 下妻、水海道、守谷、取手方向 |

（來源：JR東日本:車站構內圖（页面存档备份，存于））

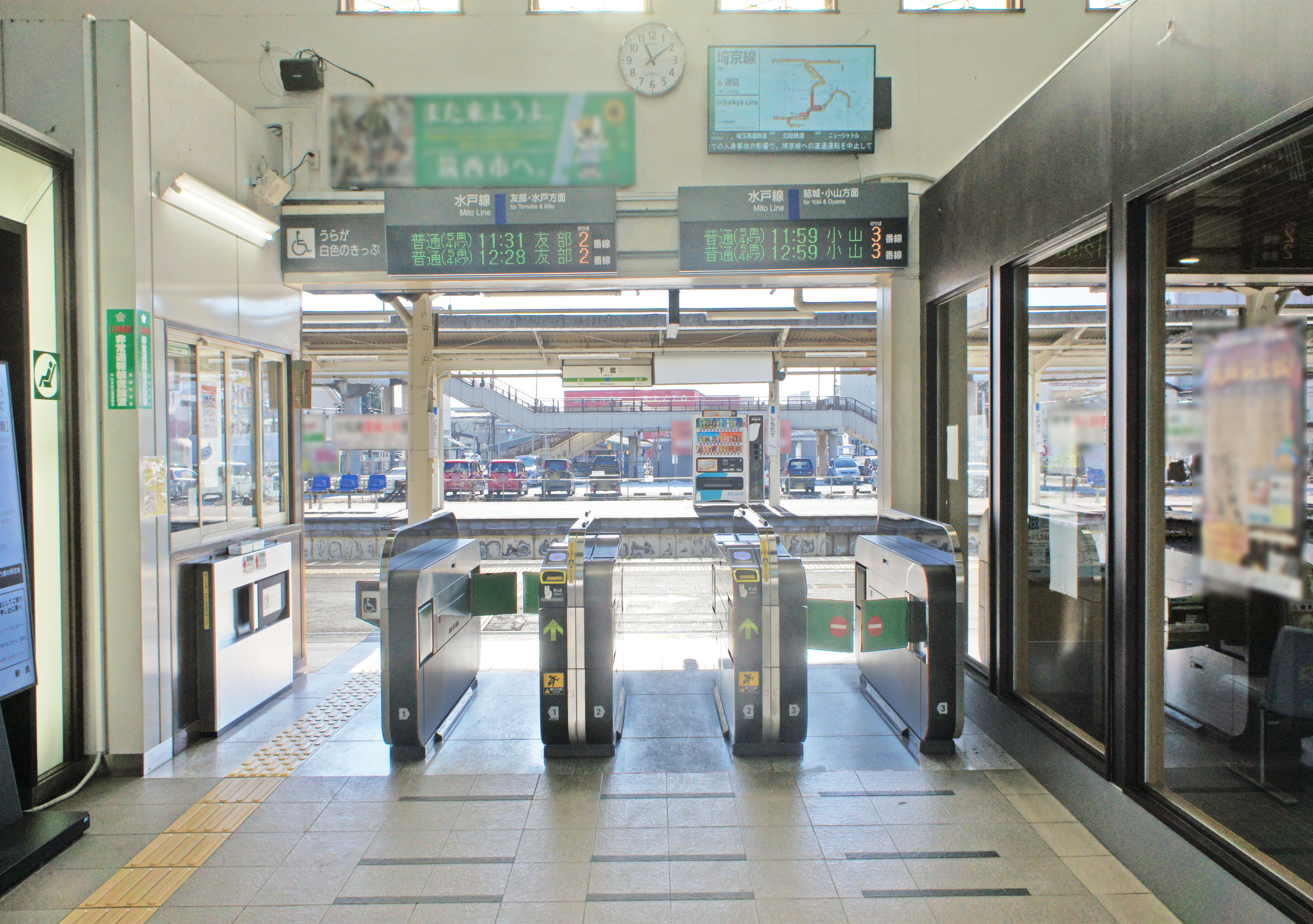
北檢票口（2022年1月）
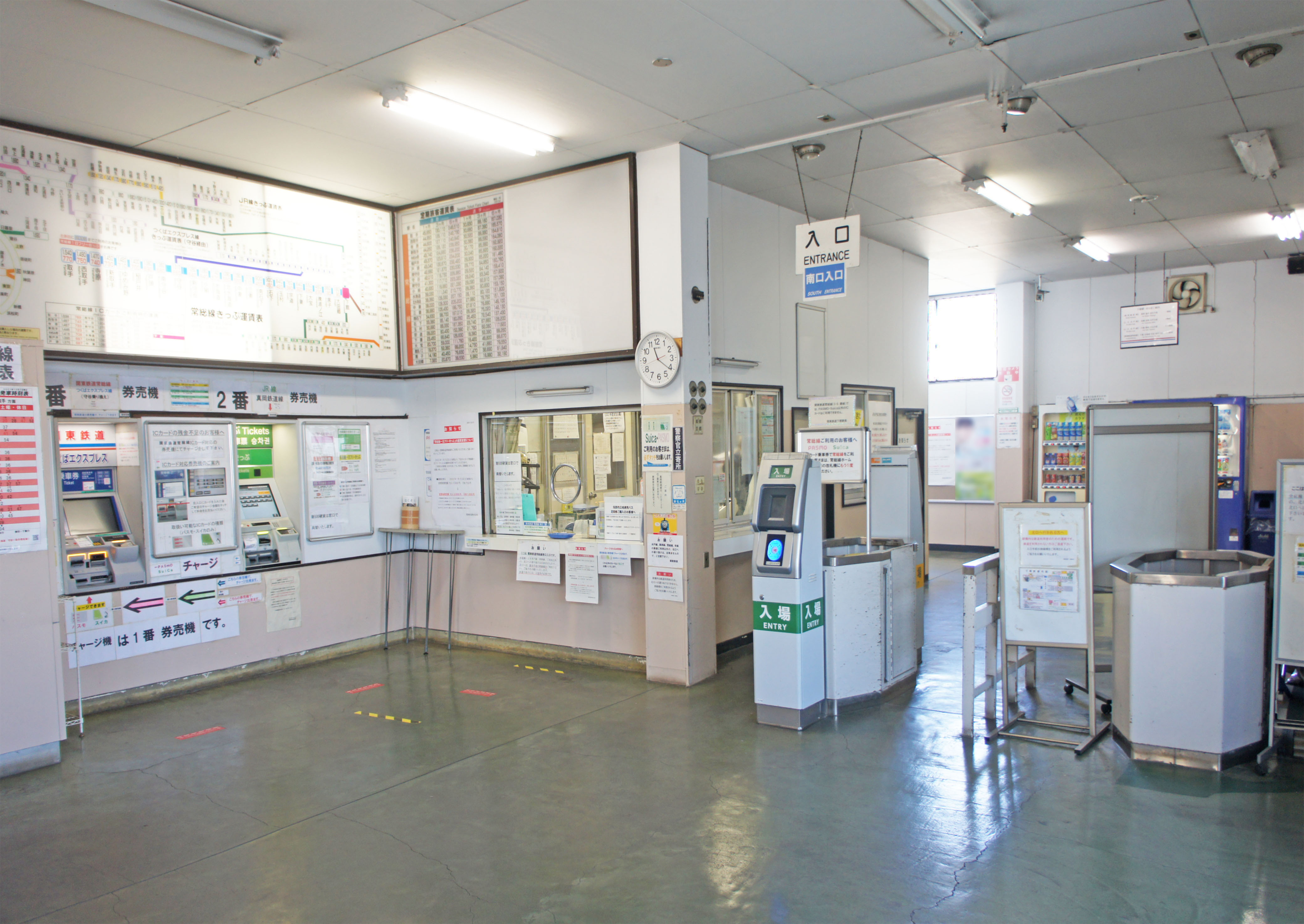
南檢票口（2022年1月）
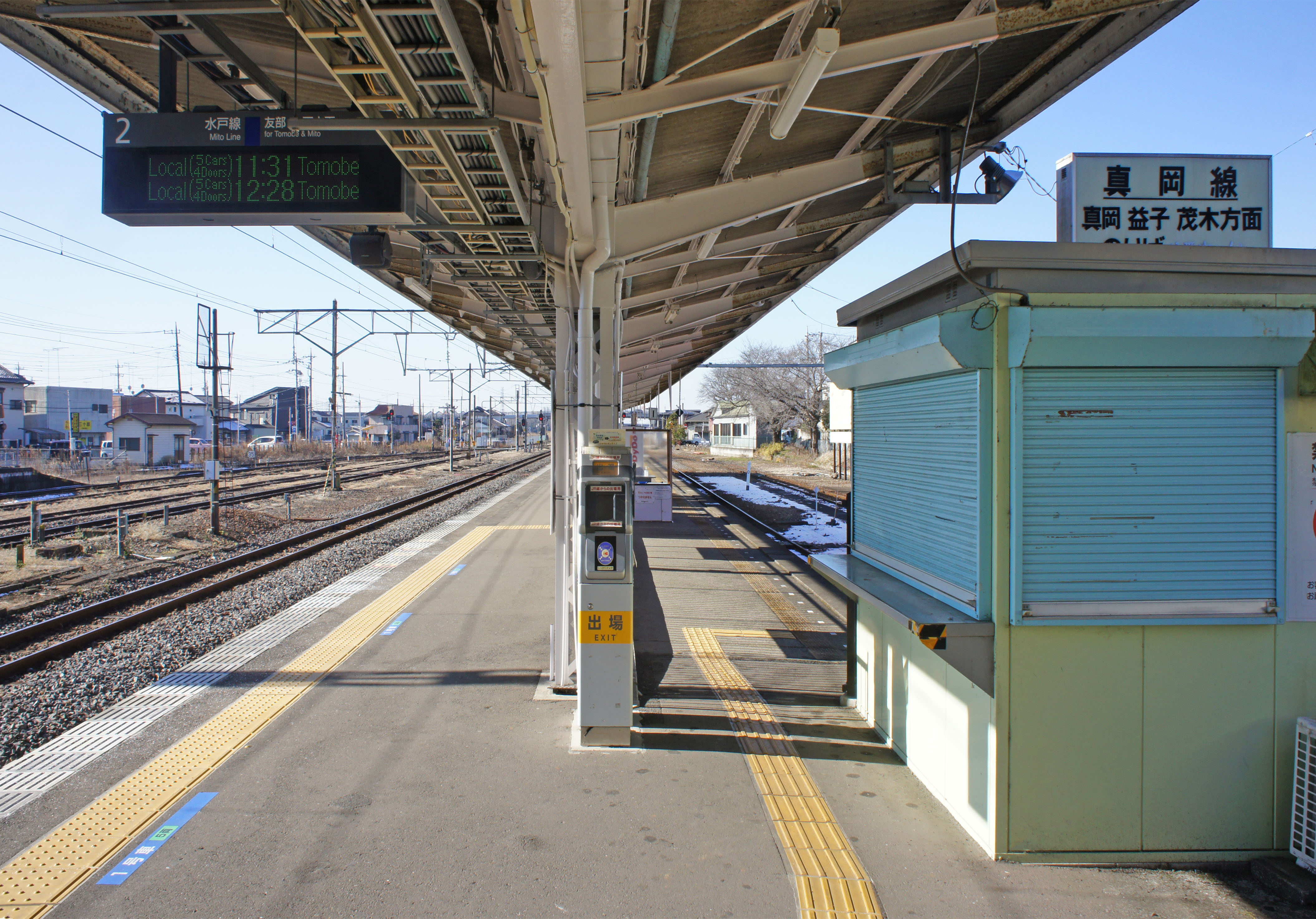
1・2號月台與真岡鐵道線中間檢票窗口（2022年1月）
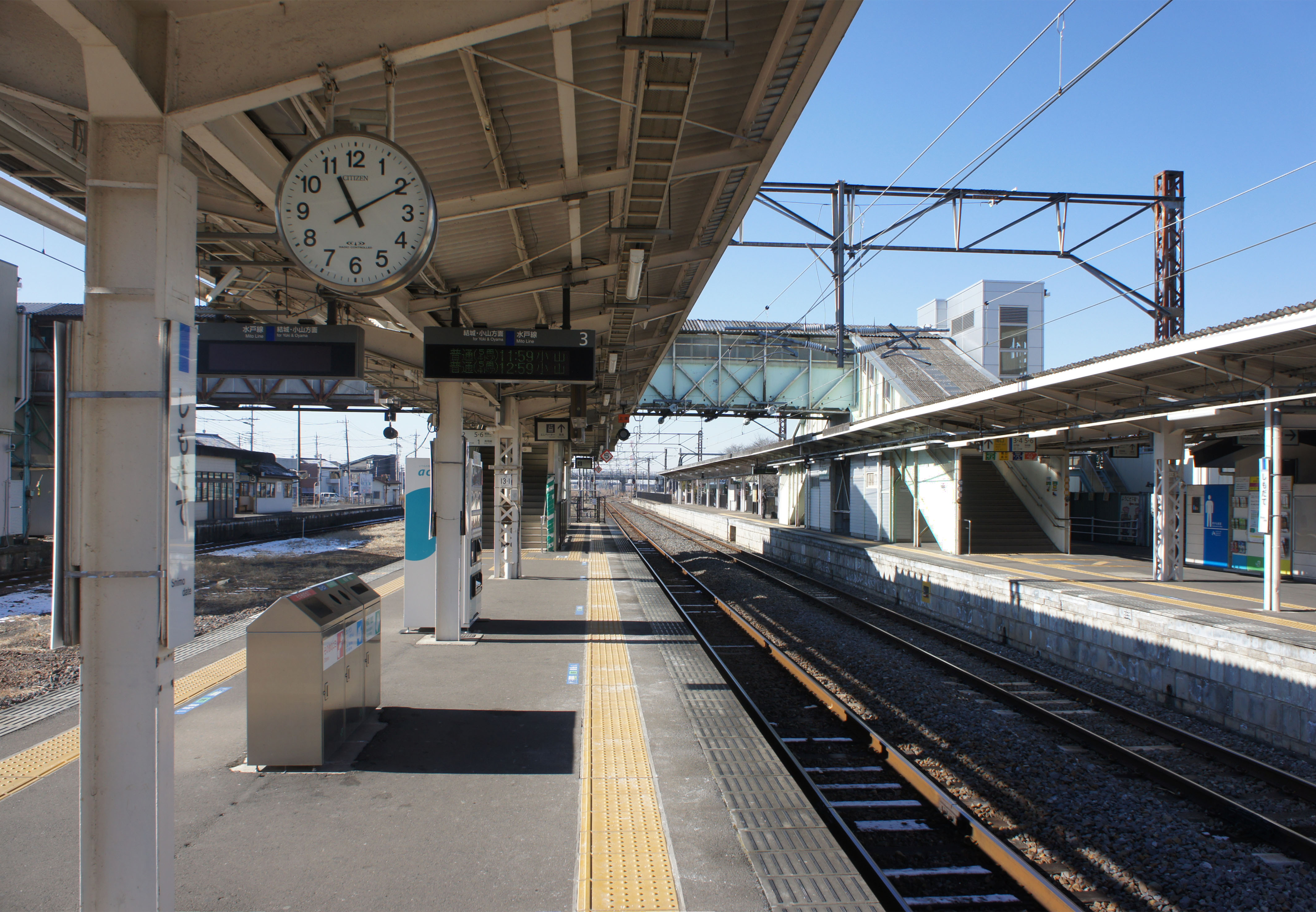
2 - 4號月台（2022年1月）
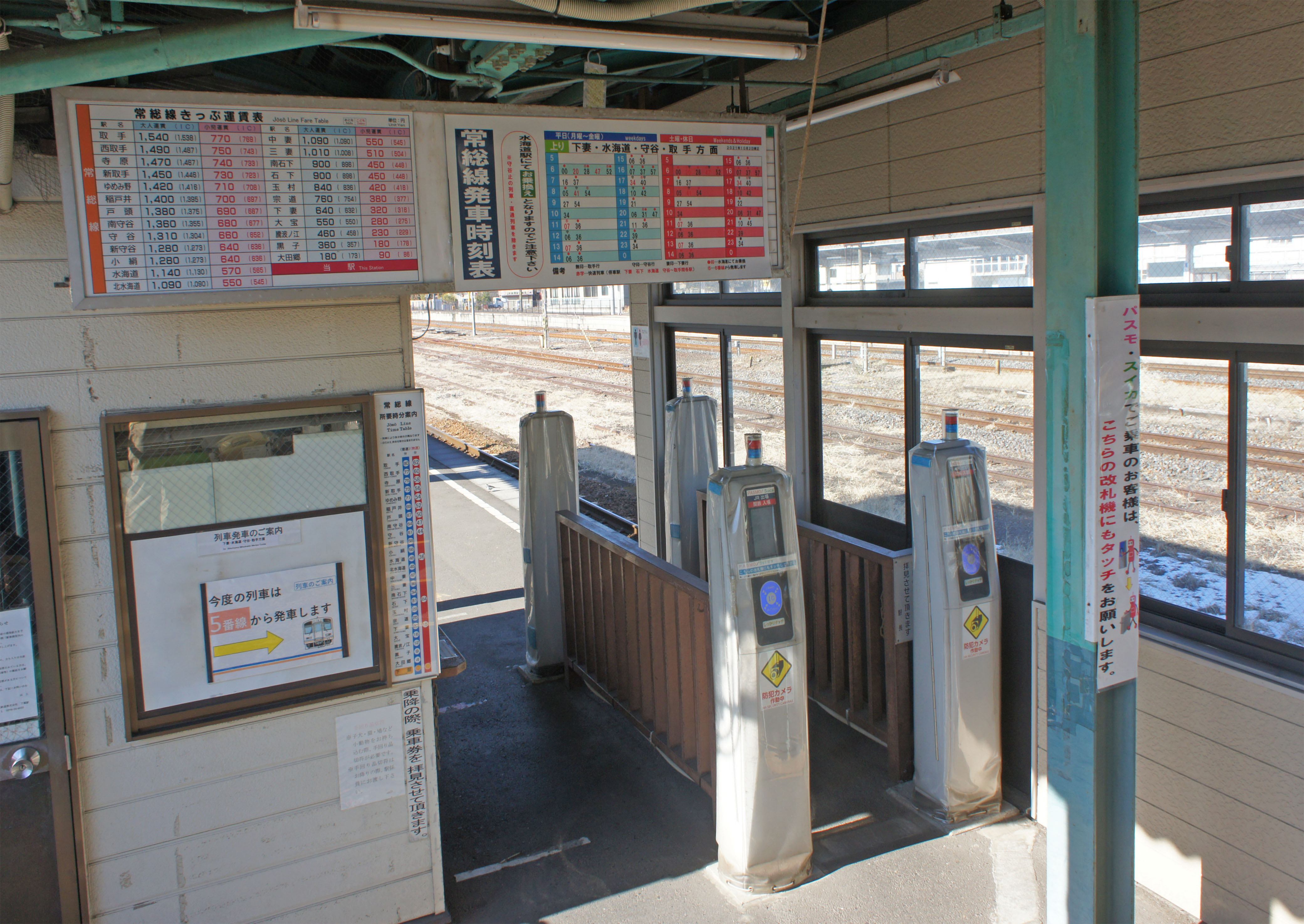
關鐵常總線線中間檢票口（2022年1月）
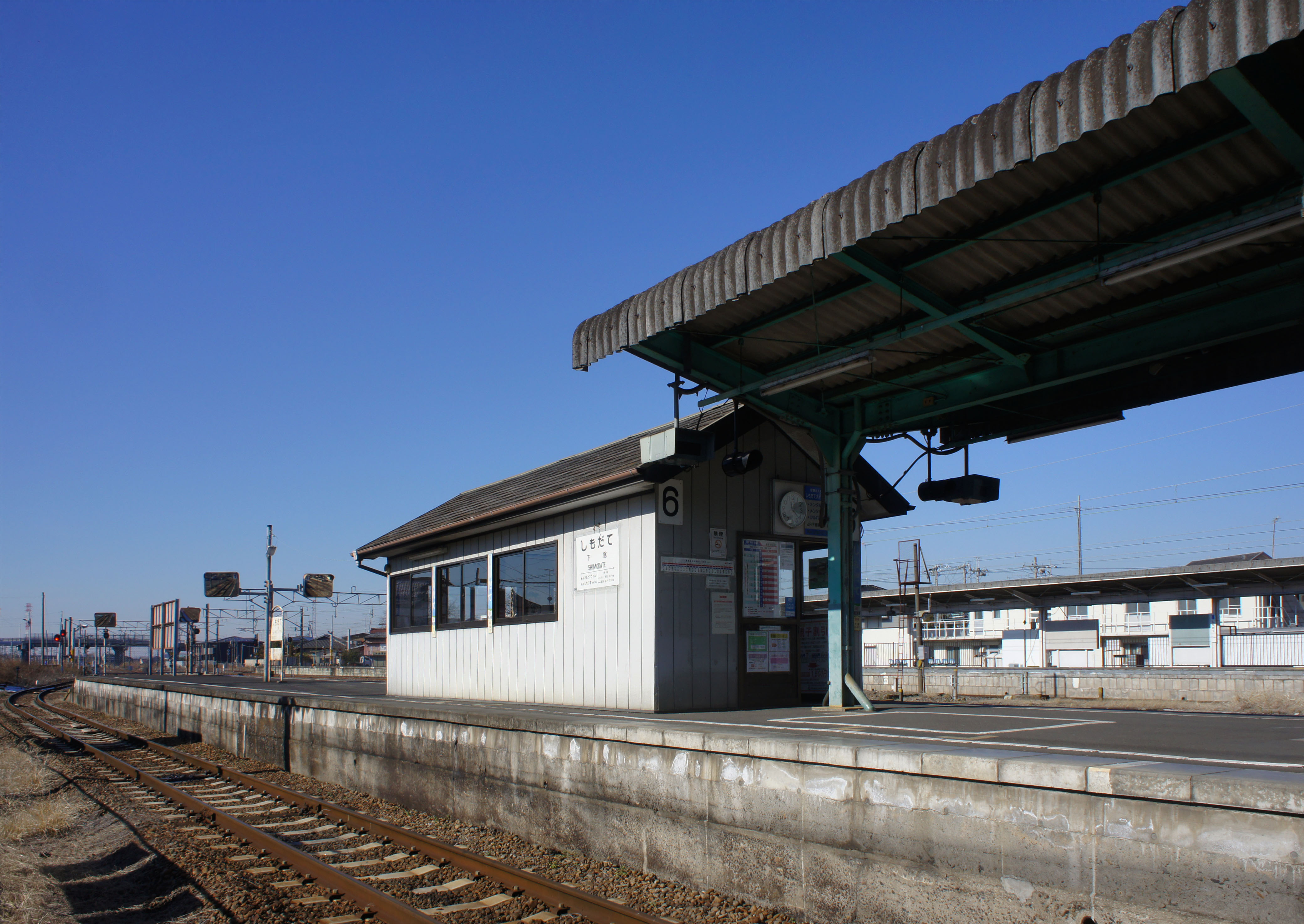
5・6號月台（2022年1月）

## 使用情況
- JR東日本 - 2019年（令和元年）度1日平均上車人次為3,241人[利用客数 1]。
- 關東鐵道 - 2017年度（平成29年度）1日平均上下車人次為1,251人[利用客数 2]。
- 真岡鐵道 - 2017年度（平成29年度）1日平均上下車人次為744人[利用客数 2]。

近年推移如下表。
| 1日平均上車人次、上下車人次推移 | 1日平均上車人次、上下車人次推移 | 1日平均上車人次、上下車人次推移 | 1日平均上車人次、上下車人次推移 | 1日平均上車人次、上下車人次推移 |
| 年度                            | JR東日本 （上車人次）           | 關東鐵道                        | 關東鐵道                        | 真岡鐵道 （上下車人次）         |
| 年度                            | JR東日本 （上車人次）           | 上車人次                        | 上下車人次                      | 真岡鐵道 （上下車人次）         |
| ------------------------------- | ------------------------------- | ------------------------------- | ------------------------------- | ------------------------------- |
| 1998年（平成10年）              | 4,885                           | 687                             |                                 | 1,082                           |
| 1999年（平成11年）              | 4,748                           | 655                             |                                 | 1,064                           |
| 2000年（平成12年）              | 4,530                           | 631                             |                                 | 1,052                           |
| 2001年（平成13年）              | 4,450                           | 588                             |                                 | 919                             |
| 2002年（平成14年）              | 4,261                           | 517                             |                                 | 739                             |
| 2003年（平成15年）              | 4,129                           | 476                             |                                 | 689                             |
| 2004年（平成16年）              | 4,027                           | 500                             |                                 | 648                             |
| 2005年（平成17年）              | 3,928                           | 539                             |                                 | 723                             |
| 2006年（平成18年）              | 3,737                           | 596                             |                                 | 651                             |
| 2007年（平成19年）              | 3,727                           | 645                             | 1,195                           | 695                             |
| 2008年（平成20年）              | 3,686                           | 681                             | 1,245                           | 719                             |
| 2009年（平成21年）              | 3,548                           | 602                             | 1,105                           | 613                             |
| 2010年（平成22年）              | 3,450                           | 443                             | 818                             | 726                             |
| 2011年（平成23年）              | 3,332                           | 521                             | 1,014                           | 683                             |
| 2012年（平成24年）              | 3,393                           | 602                             | 1,133                           | 673                             |
| 2013年（平成25年）              | 3,386                           | 585                             | 1,086                           | 655                             |
| 2014年（平成26年）              | 3,281                           | 585                             | 1,098                           | 589                             |
| 2015年（平成27年）              | 3,327                           | 578                             | 1,084                           | 579                             |
| 2016年（平成28年）              | 3,381                           | 634                             | 1,197                           | 591                             |
| 2017年（平成29年）              | 3,405                           | 860                             | 1,251                           | 744                             |
| 2018年（平成30年）              | 3,317                           | 663                             | 1,253                           | 662                             |
| 2019年（令和元年）              | 3,241                           |                                 |                                 |                                 |

## 相鄰車站
東日本旅客鐵道
■水戶線
玉戶－下館－新治
真岡鐵道
■真岡線
下館－下館二高前
關東鐵道
■常總線
■快速
下妻－下館
■普通
大田鄉－下館

### 使用情況
1. ↑  . 東日本旅客鉄道.   [2019-07-16]. （原始内容存档于2019-07-05）.
2. 1 2 3 4   (PDF). 平成30年度統計要覧. 筑西市: 36. 2018  [2019-05-08]. （原始内容存档 (PDF)于2019-05-08）. 外部链接存在于|work= (帮助)
3. 1 2 3 4 5 6 7 8 9 10 11 12 13 14 15 16 17 18   (PDF). 平成18年度統計要覧. 筑西市. 2006  [2019-03-09]. （原始内容存档 (PDF)于2019-03-08）. 外部链接存在于|work= (帮助)
4. 1 2 3 4 5 6 7 8 9 10 11   (PDF). 平成26年度統計要覧. 筑西市: 36. 2014  [2019-03-09]. （原始内容存档 (PDF)于2019-03-08）. 外部链接存在于|work= (帮助)
5. 1 2 3 4 5 6 7 8 9 10 11 12 13 14 15 16 17 18 19 20 21 22 23 24 25 26 27 28 29 30   (PDF). 平成29年度統計要覧. 筑西市: 36. 2017  [2019-03-09]. （原始内容存档 (PDF)于2019-03-08）. 外部链接存在于|work= (帮助)
6. 1 2 3 4 5 6 7 8 9 10 11 12
7. ↑  . 東日本旅客鉄道.   [2019-03-09]. （原始内容存档于2019-03-22）.
8. ↑  . 東日本旅客鉄道.   [2019-07-16]. （原始内容存档于2019-07-05）.
9. ↑  . 東日本旅客鉄道.   [2020-07-12]. （原始内容存档于2020-07-10）.

## 外部連結
- 車站資訊（下館）：東日本旅客鐵道
- 下館站（页面存档备份，存于） - 真岡鐵道
- 下館站 | 車站導覽（页面存档备份，存于） - 關東鐵道